# Châtenois (Jura)
Châtenois település Franciaországban, Jura megyében. Lakosainak száma 412 fő (2022. január 1.). Châtenois Rochefort-sur-Nenon, Amange, Archelange, Audelange, Authume és Moissey községekkel határos.

## Népesség
A település népességének változása:
| Lakosok száma | 183  | 294  | 321  | 344  | 368  | 374  | 389  | 406  | 413  | 412  |
|               | 1968 | 1982 | 1990 | 2006 | 2013 | 2015 | 2017 | 2019 | 2020 | 2022 |